# Alfred Schliz

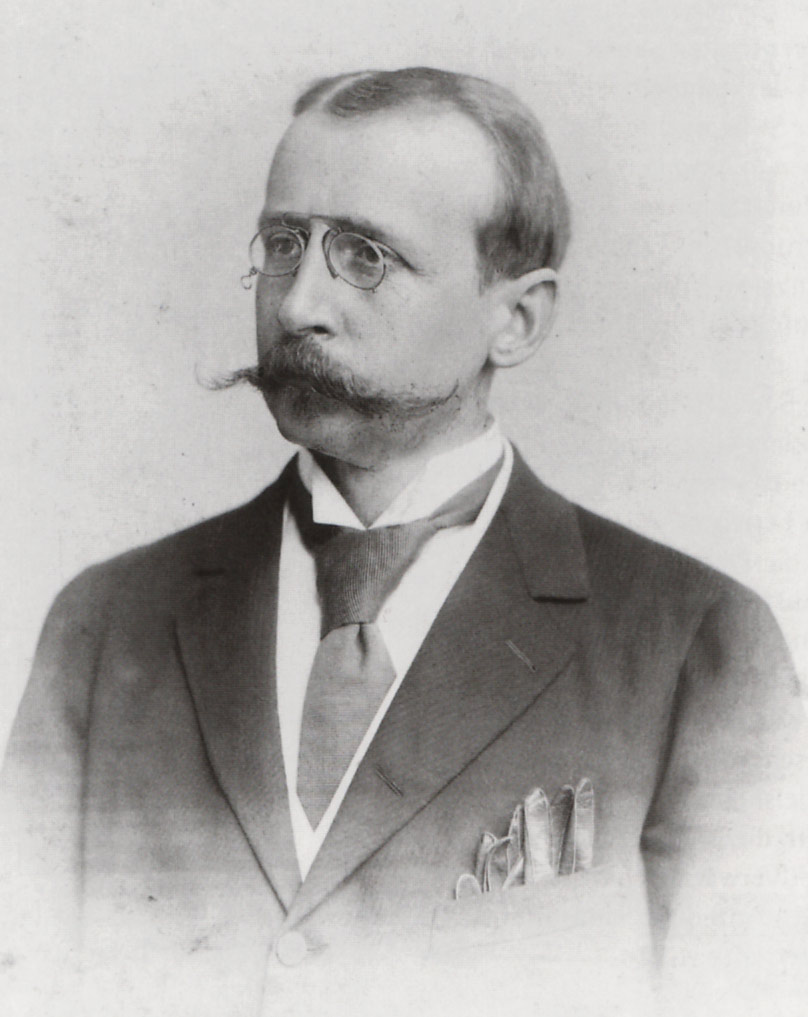
Alfred Schliz.

Alfred Schliz, född den 18 september 1849 i Heilbronn, död där den 22 juni 1915, var en tysk läkare, antropolog och arkeolog.
Schliz stiftade Historiska föreningens i Heilbronn arkeologiska samlingar. Han utvecklade rik och värdefull vetenskaplig författarverksamhet på arkeologiskt och antropologiskt område. Bland hans arbeten märks: Das steinzeitliche dorf Grossgartach (1901), Der schnurkeramische Kulturkreis (i "Zeitschrift für Ethnologie", 1906), Urgeschichte Württembergs (1909), Die Systeme der Stichverzierung und des Linieornaments innerhalb der Bandkeramik (i "Prähistorische Zeitschrift", 1910), Siedlungswesen und Kulturentwicklung des Neckarlandes in vorgeschichtlicher Zeit (1911), Die Keramik der nord- und westalpinen steinzeitlichen Pfahlbaukulturen und ihre Zeitstellung (i Montelius festskrift 1913), Die vorgeschichtlichen Schädeltypen der deutschen Länder in Beziehung zu den einzelnen Kulturkreisen der Urgeschichte (i "Archiv für Anthropologie", 1908, 1910), Die diluviale Vorzeit Deutschlands. Anthropologischer Teil (1912) och Beiträge zur prähistorischen Ethnologie (i "Prähistorische Zeitschrift", 1912, 1913).